# كورتيس بلير
كورتيس بلير (24 سبتمبر 1970 في الولايات المتحدة - ) (بالإنجليزية: Curtis Blair)‏ هو لاعب كرة سلة أمريكي في مركز هجوم خلفي. لعب مع Richmond Spiders men's basketball ‏.

## وصلات خارجية
- كورتيس بلير على موقع سبورتس رفرنس (الإنجليزية)
- كورتيس بلير على موقع كلية كرة السلة في سبورتس رفرنس.كوم (الإنجليزية)
- كورتيس بلير على موقع ريلجم (الإنجليزية)
- كورتيس بلير على موقع سبورتس رفرنس (الإنجليزية)